# مسطاسة (بني جميل)
مسطاسة هي إحدى مشيخات المملكة المغربية، تتبع جغرافيا لإقليم الحسيمة وإداريًا لبني جميل. يقدر عدد سكانها بـ 2357 نسمة حسب الإحصاء الرسمي للسكان والسكنى لسنة 2004.